# 卡萨卡伦达
卡萨卡伦达（義大利語：Casacalenda），是意大利坎波巴索省的一个市镇。总面积67平方公里，人口2250人，人口密度33.6人/平方公里（2009年）。ISTAT代码为070011。